# Акритики Вориос Елас
„Акритики Вориос Елас“ (на гръцки: «Ακριτική Βόρειος Ελλάς», в превод Гранична Северна Гърция) е гръцки вестник, издаван в град Лерин (Флорина), Гърция от 1949 до 1955 година.

## История
Вестникът започва да излиза на 25 юни 1949 година. Негов издател е Андреас Вракас, а редактор е служителят в номархията Томас Вракас. Последният брой излиза на 7 август 1955 година.